# NGC 7318
NGC 7318 (anche nota con le denominazioni di UGC 12099/UGC 12100 e HCG 92d/b) è una coppia di galassie interagenti distanti circa 390 milioni di anni luce dal sistema solare, in direzione della costellazione di Pegaso.
Sono tra i componenti del gruppo compatto di galassie noto come Quintetto di Stephan. Denominate NGC 7318A e NGC 7318B, sono rispettivamente una galassia ellittica (E2 pec) ed una galassia a spirale barrata (SB(s)bc pec).
Il Telescopio spaziale Spitzer ha messo in evidenza la presenza di un'imponente onda d'urto intergalattica, che crea degli archi ben visualizzabili nella banda dell'infrarosso, in movimento alla velocità di milioni di miglia orarie. La collisione tra le due galassie, NGC 7318A e NGC 7318B, diffonde il gas attraverso l'ammasso e gli atomi d'idrogeno vengono "arroventati" nell'onda d'urto, generando un bagliore verde. Ciò che si osserva è uno degli stati più turbolenti dell'idrogeno molecolare finora osservati. Il fenomeno è stato scoperto da un gruppo internazionale di ricercatori del Max Planck Institute for Nuclear Physics di Heidelberg, Germania.